# Бабите
Бабите е защитена местност в България. Разположена е в землището на Петрич.
Разположена е на площ 285 ha. Обявена е на 18 юни 2007 г. От 15 юни 1988 до 18 юни 2007 г. е буферна зона на резерват „Конгура“.
На територията на защитената местност се забраняват:
- строителството на сгради и пътища от републиканската пътна мрежа, геоложки проучвания и разкриване на кариери;
- голи сечи и залесяване с неприсъщи за района дървесни видове;
- ловуване, освен регулиране числеността на дивите свине;
- паша на домашни животни;
- използване на химически средства за растителна защита;
- извеждане на сечи, предвидени в горите със специално предназначение;
- събиране на плодове от кестеновите насаждения;
- поддържане на съществуващите пътища.[1]